# Wirtschaftsuniversität Nyenrode

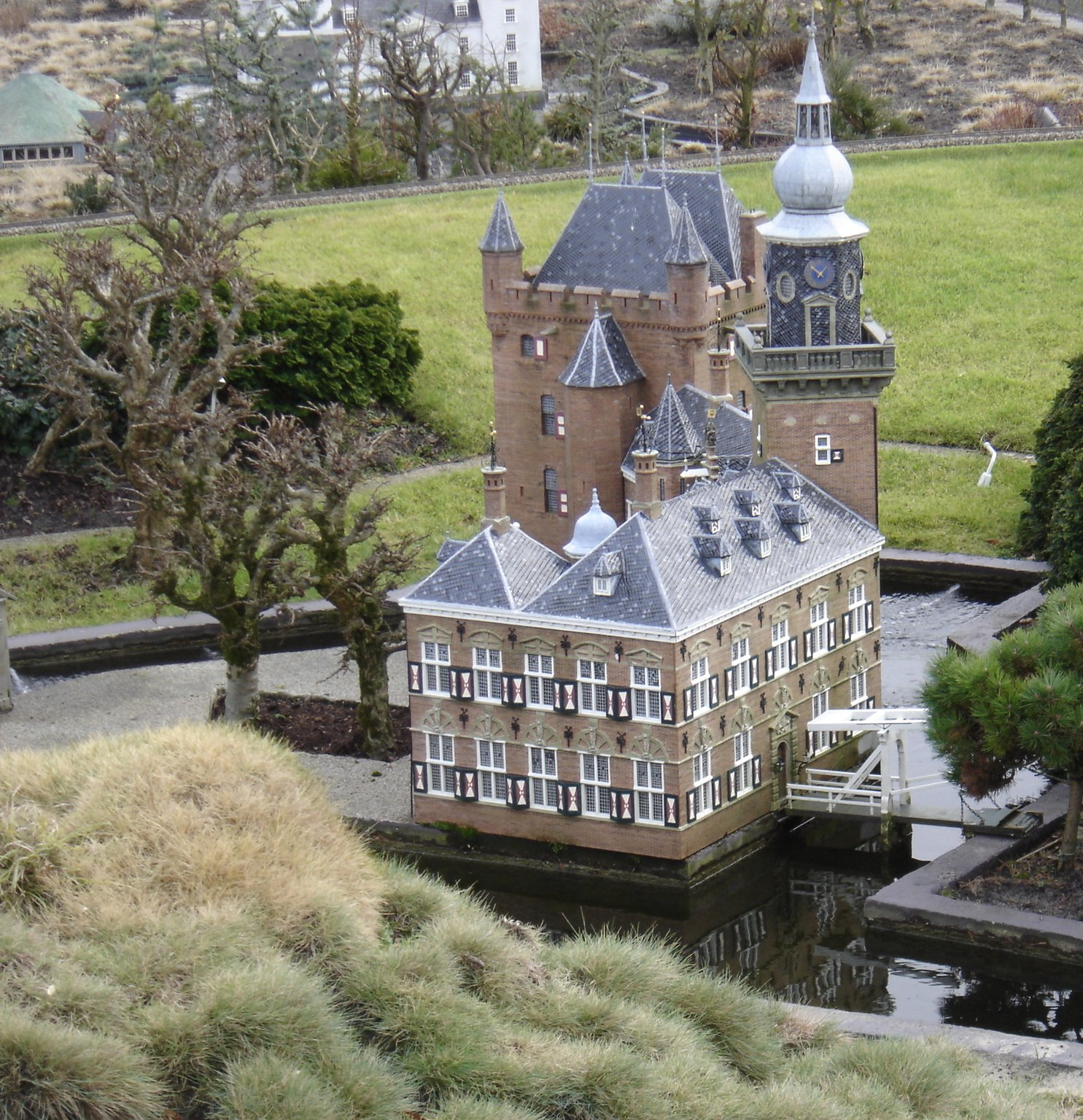
Modell im Madurodam

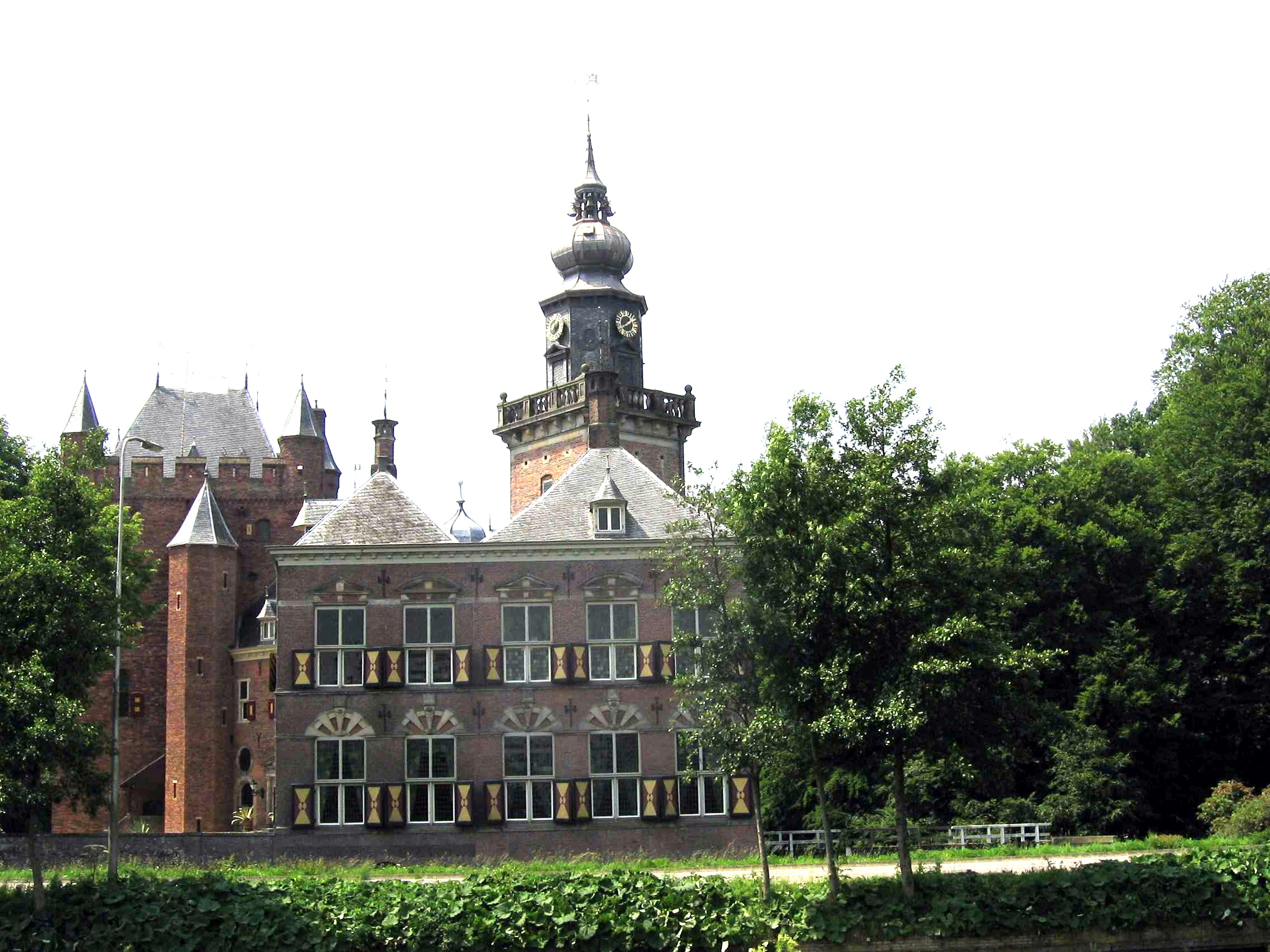
Schloss Nyenrode

Die Nyenrode Business Universiteit, oft abgekürzt als Nyenrode oder Nijenrode, ist die älteste unabhängige Universität der Niederlande.
Nijenrode wurde 1946 als Nederlands Opleidings Instituut voor het Buitenland (NOIB) gegründet. Sie sollte als Universität zur „Vorbereitung auf das internationale Geschäftsleben"“ dienen. 1982 erhielt Nijenrode den Status einer Universität. Die Universität befindet sich in der Stadt Breukelen, zwischen Amsterdam und Utrecht.

## Geschichte
Die Nyenrode Business Universiteit wurde 1946 von Führungskräften niederländischer Weltkonzerne, darunter Akzo, KLM, Philips, Shell und Unilever, ins Leben gerufen. Schon bald wurde die als Nederlands Opleidings Instituut voor het Buitenland (NOIB, Niederländisches Bildungsinstitut für das Ausland) gegründete Bildungseinrichtung nach dem Schloss Nyenrode aus dem 13. Jahrhundert benannt. 1982 wurde das Institut von der niederländischen Regierung als Universität (Universiteit Nyenrode) anerkannt. Zehn Jahre später entschlossen sich die Verantwortlichen, auf die von der niederländischen Regierung bereitgestellten Fördermittel zu verzichten und die staatliche Universität in eine private Universität umzuwandeln, da in den Niederlanden nur privaten Universitäten eine interne Auswahl von Studenten vorbehalten war.
Heute besteht die Nyenrode Business Universiteit aus zwei Schulen, der Business School und der Nyenrode School of Accountancy and Controlling. Das seinerzeit als Namensgeber fungierende Schloss befindet sich im nordöstlichen Teil des Universitätsgeländes. Nyenrode genießt auf internationaler Ebene ein hohes Ansehen in den Bereichen Business and Management Research sowie Business and Management Education. Die Universität unterhält enge Beziehungen zu nationalen und internationalen Unternehmensnetzwerken, eine Tatsache, die sich im internationalen Charakter ihrer Studentenschaft widerspiegelt. Neben den Bildungsprogrammen für Manager, Führungskräfte und Unternehmer bietet die Nyenrode Business Universiteit auch ein umfangreiches Schulungsprogramm mit Studiengängen und betriebsinternen Lernmodulen, die auf die Bedürfnisse von Managern im Unternehmenssektor zugeschnitten sind. Das Nyenrode Research & Innovation Institute umfasst eine PhD School, an der Absolventen promovieren können, und fördert darüber hinaus unabhängige akademische Studien sowie Publikationen der Nyenrode Faculty.

## Akademische Grade
Der Schwerpunkt liegt im Rahmen der Management-Programme auf den MBA- und MSc-Studiengängen. Die als Vollzeit- und Teilzeitstudiengänge angebotenen MBA-Programme umfassen ein zweiwöchiges Lernmodul an der zur Northwestern University gehörigen Kellogg School of Management in der Nähe von Chicago. Der ehem. Dekan der Kellogg School of Management, Dipak Jain, lehrt als Gastprofessor in Nyenrode. Abgesehen von der Partnerschaft mit der Kellogg School of Management unterhält die Nyenrode Business Universiteit enge Beziehungen mit der University of Stellenbosch in Südafrika, der Harvard Business School in den USA, der Vlerick School of Management in Belgien sowie mit der Universität St. Gallen in der Schweiz. Darüber hinaus war die Nyenrode Business Universiteit Mitbegründer der China Europe International Business School. Ihr international ausgerichtetes MBA-Studienprogramm zieht Studenten aus aller Welt an. Im Gegensatz zu anderen niederländischen Universitäten findet in Nyenrode ein umfangreiches Auswahlverfahren statt, bei dem die angehenden Studenten einen Graduate Management Admissions Test und ein Auswahlgespräch absolvieren müssen. Da die in Nyenrode eingeschriebenen Studenten unterschiedliche Nationalitäten haben, wird ein Großteil der Studiengänge in englischer Sprache angeboten.

## Bewertungen
Im Ranking der European Business Schools (2024) der Financial Times wurde die Nyenrode Business Universiteit an 61. Position der 100 besten Business Schools geführt. Die offenen Immatrikulationsprogramme der Nyenrode Business Universiteit nehmen im Bereich der Ausbildung von Führungskräften im europäischen Vergleich Platz 39 ein. Der Master-Studiengang Management MSc kommt im weltweiten Ranking für Master-Studiengänge in Management (2024) der Financial Times insgesamt auf einen 75. Platz.

## Akkreditierung
Die Universität wird vollständig anerkannt durch
- EQUIS/EFMD
- Association of AMBAs
- Nederlands-Vlaamse Accreditatie Organisatie

## Persönlichkeiten und Alumni

### Bekannte (ehemalige) Lehrende
- Neelie Kroes, niederländische Politikerin, ehemalige EU-Kommissarin und ehemalige Leiterin der Wirtschaftsuniversität Nyenrode
- Bram Peper, niederländischer Politiker und Soziologe
- Karel Van Miert, belgischer Politiker

### Bekannte Absolventen und Studenten
- Klaas Hendrikse, niederländischer Prediger
- Henk Hofland, niederländischer Journalist
- Jan Kees de Jager, niederländischer Politiker und ehemaliger Finanzminister
- Wouter Jurgens, niederländischer Diplomat, ehemaliger Botschafter in Myanmar
- Wim Kok, niederländischer Politiker und ehemaliger Ministerpräsident
- Hein Verbruggen, niederländischer Sportfunktionär
- Janwillem van de Wetering, niederländischer Schriftsteller